# Vườn quốc gia Wakatobi
Vườn quốc gia Wakatobi là một vườn quốc gia biển, phía nam của đảo Sulawesi, Indonesia. Tên Wakatobi là một từ viết tắt của quần đảo Tukangbesi bao gồm bốn đảo chính: Wangi-Wangi, Kaledupa, Tomia, và Binongko  Từ năm 2005, vườn quốc gia này đã được được đề cử là một Di sản thế giới dự kiến

## Vị trí và địa hình
Vườn quốc gia Wakatobi nằm phía đông nam đảo Sulawesi, giữa 05° 12'-06° 10' vĩ nam và 123° 20'-124° 39' kinh đông, với biển Banda ở phía đông-bắc và biển Flores ở phía tây-nam.
Vườn quốc gia này bao gồm bốn hòn đảo lớn hơn cả là: Wangi-Wangi, Kaledupa, Tomia và Binongko, cùng nhiều hòn đảo nhỏ khác như Tokobao, Bắc Lintea, Nam Lintea, Kampenaune, Hoga và Tolandono. Điểm cao nhất trong vườn quốc gia cao 274 mét (899 ft) tại đảo Wangi-Wangi, tiếp theo là đồi Lagole (271m) tại Tomia, đồi Terpadu (222 m) tại Binongko và núi Sampuagiwolo (203 m) trên đảo Kadelupa. Phần sâu nhất tại vườn quốc gia đạt 1.044 mét (3.425 ft).

## Hệ động thực vật

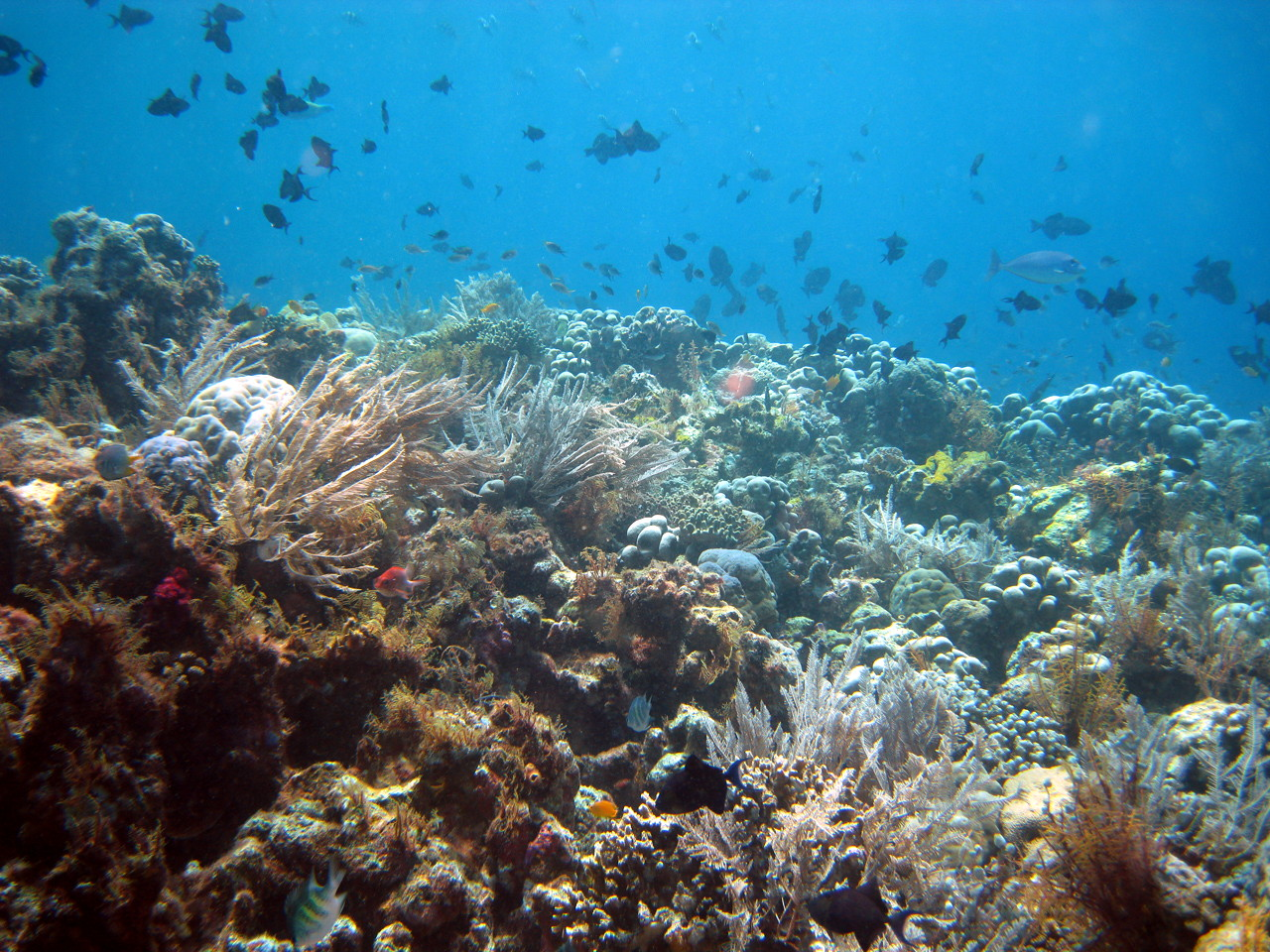
Rạn san hô ở vườn quốc gia.

Các loại thực vật được tìm thấy trong vườn quốc gia là rừng ngập mặn, rừng ven biển, rừng đầm lầy đất thấp, thảm thực vật ven sông, rừng mưa vùng đất thấp, rừng mưa miền núi và các rạn san hô. Quần đảo trong vườn quốc gia Wakatobi có 25 nhóm rạn san hô bao gồm các rạn viền, các rạn san hô rào cản và đảo san hô. Một cuộc khảo sát tiến hành năm 2003 đã xác định có 396 loài san hô thuộc 68 giống và 15 họ. Chúng bao gồm Acropora formosa, Acropora hyacinthus, Psammocora profundasafla, Pavona cactus, Leptoseris yabei, Fungia molucensis, Lobophyllia robusta, Merulina ampliata, Platygyra versifora, Euphyllia glabrescens, Tubastraea frondes, Stylophora pistillata, Sarcophyton throchelliophorum và các loài san hô mềm thuộc chi Sinularia.
Trong số các loài chim được ghi nhận bao gồm: Chim điên bụng trắng, bồng chanh và choi choi lưng đen.. Cùng với đó, các loài rùa biển trong vườn quốc gia đa dạng gồm đồi mồi, rùa quản đồng, và vích.